# Uljanovsk (podmornica)
Uljanovsk (rusko Ульяновск) je jedrska podmornica z manevrirnimi raketami razreda Jasen-M Ruske vojne mornarice. Poimenovana je po Uljanovsku. Njen gredelj je bil položen 28. julija 2017, splavljena naj bi bila konec leta 2024, v uporabo pa naj bi bila predana konec leta 2025. Projekt je razvil konstruktorski biro Malahit, glavni konstruktor pa je bil Vladimir Nikolajevič Pjalov. Je šesta podmornica nadgrajenega razreda Jasen-M in bo del 11. divizije podmornic Severne flote v Zaozjorsku.
Uljanovsk in ostale podmornice razreda Jasen-M se znatno razlikujejo od prve podmornice razreda, Severodvinsk. So okrog 9 m krajše in so opremljene z novim jedrskim reaktorjem, KTP-6 (tudi KTP-6-185SP). KTP-6 uporablja izboljšan sistem hlajenja, saj primarni krog uporablja tehnologijo naravnega kroženja hladilne tekočine skozi sredico reaktorja in ne potrebuje glavnih obtočnih črpalk. Te so en glavnih virov hrupa na jedrski podmornici. Ameriška vojna mornarica je tehnologijo naravnega kroženja hladilne tekočine začela uporabljati že v 1980-ih letih z razredom Ohio. Poleg tega so cevi primarnega hladilnega kroga v samem bloku reaktorja (monobločni dizajn), kar bistveno zmanjša verjetnost nesreč in izpostavljenosti sevanju za posadko. Sredica reaktorja bo imela življenjsko dobo 25–30 let in ne bo potrebovala menjave goriva. Razred Jasen-M prav tako nosi nov sonarski sistem, ki ni več sferičen, ampak valjast.